# Begonia keraudreniae
Espèce
Begonia keraudreniae est une espèce de plantes de la famille des Begoniaceae.
Elle a été décrite en 1983 par Jean Bosser (1922-2013).
Son épithète spécifique keraudreniae rend hommage à la botaniste française Monique Keraudren.